# Melhus Station (1864-1993)
 Ikke at forveksle med Melhus Station.
Melhus Station (Melhus stasjon) er en tidligere jernbanestation på Dovrebanen, der ligger i byområdet Melhus i Norge.
Stationen åbnede 5. august 1864, da Trondhjem–Størenbanen, nu en del af Dovrebanen, blev taget i brug. Oprindeligt hed den Meelhuus, men den skiftede navn til Melhus omkring 1872. Den blev fjernstyret 27. juli 1965 og gjort ubemandet 1. oktober 1990. 29. august 1993 blev persontrafikken flyttet til den nye Melhus Station, der ligger tættere på centrum, hvorefter den gamle station har fungeret som fjernstyret krydsningsspor. Sikkerhedsmæssigt er den nye station dog et trinbræt på den gamles stationsområde.
Stationsbygningen blev opført til åbningen i 1864 efter tegninger af Georg Andreas Bull. Den er senere blevet udvidet, også i højden.